# سیارک ۱۸۵۰۵
سیارک ۱۸۵۰۵ (به انگلیسی: 18505 Caravelli، نامگذاری:1996PG5) هجده هزار و پانصد و پنجمین سیارک کشف شده‌است که در ۹ اوت ۱۹۹۶ کشف شد.
قدر مطلق سیارک برابر ۱۱٫۷ است.